# John and Yoko: Above Us Only Sky
John and Yoko: Above Us Only Sky (br: John e Yoko: Só o Céu como Testemunha) é um documentário britânico de 2018 dirigido por Michael Epstein. O filme se concentra no romance entre John Lennon e Yoko Ono, além de abordar a história não contada por trás de sua música clássica Imagine e o álbum de mesmo nome.

## Elenco
- Paul McCartney	...	Ele mesmo (arquivo de imagens)
- Ringo Starr	...	Ele mesmo (arquivo de imagens)
- John Lennon	...	Ele mesmo (arquivo de imagens)
- George Harrison	...	Ele mesmo (arquivo de imagens)
- Dick Cavett	...	Ele mesmo (arquivo de imagens)
- Yoko Ono	...	Ela mesma
- Phil Spector	...	Ele mesmo (arquivo de imagens)
- Julian Lennon	...	Ele mesmo
- Elliot Mintz	...	Ele mesmo
- Mal Evans	...	Ele mesmo (arquivo de imagens)
- David Bailey	...	Ele mesmo
- Klaus Voormann	...	Ele mesmo
- Jim Keltner	...	Ele mesmo
- John Dunbar	...	Ele mesmo
- Ray Connolly	...	Ele mesmo

## Prêmios e indicações
2019: Emmy Internacional
1. Melhor Programa Artístico (indicado)